# NGC 103
Az NGC 103 egy nyílthalmaz a Cassiopeia (Kassziopeia) csillagképben.

## Felfedezése
John Herschel fedezte fel 1829. október 5-én.